# Gerichtsbezirk Waidhofen an der Ybbs

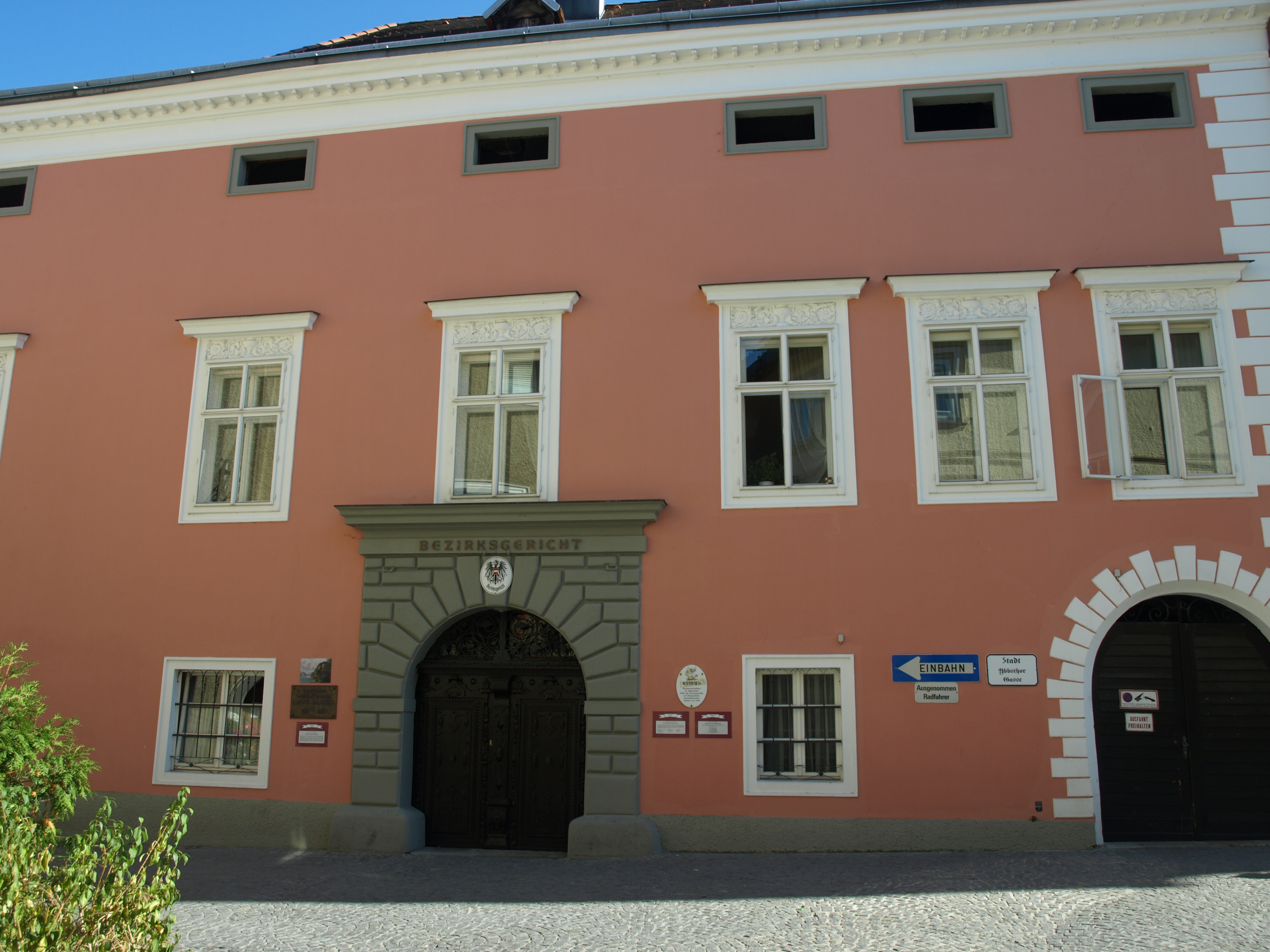
Bezirksgericht Waidhofen an der Ybbs

Der Gerichtsbezirk Waidhofen an der Ybbs ist ein Gerichtsbezirk  in Niederösterreich.

## Geschichte
Der Gerichtsbezirk Waidhofen an der Ybbs existierte bereits 1910, in seiner heutigen Form jedoch erst seit dem 1. Juli 2002. Damals wurde der ehemalige Gerichtsbezirk St. Peter in der Au aufgelöst und die Gemeinden Biberbach, Ertl und Seitenstetten dem Gerichtsbezirk Waidhofen an der Ybbs angeschlossen.
Am 1. Jänner 2014 wurde der Gerichtsbezirk Waidhofen an der Ybbs aufgelöst und die Gemeinden wurden dem Gerichtsbezirk Amstetten zugewiesen. Am 1. September 2017 wurde der Gerichtsbezirk Waidhofen an der Ybbs wiedererrichtet.

## Übergeordnete Gerichte
Im Instanzenzug übergeordnet ist das Landesgericht St. Pölten, das Oberlandesgericht Wien und der Oberste Gerichtshof in Wien.

## Gerichtssprengel
Der Gerichtsbezirk umfasst neben der Statutarstadt Waidhofen an der Ybbs Teile des Bezirks Amstetten und erstreckt sich somit über zwei politische Bezirke. Zum Gerichtsbezirk gehören:
Einwohner: Stand 1. Jänner 2024
- Statutarstadt
  - Waidhofen an der Ybbs (11.124)

- Marktgemeinden
  - Allhartsberg (2.252)
  - Kematen an der Ybbs (2.736)
  - Seitenstetten (3.379)
  - Sonntagberg (3.674)
  - Ybbsitz (3.350)

- Gemeinden
  - Biberbach (2.342)
  - Ertl (1.262)
  - Hollenstein an der Ybbs (1.697)
  - Opponitz (880)
  - Sankt Georgen am Reith (532)